# Gegants Vells de Sant Roc de la Plaça Nova
|  | Per a altres significats, vegeu «gegants nous de Sant Roc de la Plaça Nova». |

En Roc i la Laia (o també Laieta), els Gegants de Sant Roc de la Plaça Nova, més coneguts com a Gegants de la Plaça Nova, són uns gegants tradicionals i clàssics, de figuració romana, diferents de les construccions actuals. Les figures originals van ser construïdes el 1906 a Olot, al taller de l'Art Cristià, inspirant-se en els gegants d'aquella ciutat; des de les hores no han deixat mai d'actuar, fora dels anys de la guerra civil. Per tant, a part dels de la ciutat, són els gegants en actiu més vells de Barcelona. Representen els senyors de la muralla romana de Barcelona i figura que són originaris de la ciutat occitana de Montpeller, vila nadiua de sant Roc.
En Roc i la Laia tenen ball propi, el ball de Santa Eulàlia, una melodia anònima del segle xviii. Són acompanyats pels Grallers La Pessigolla, si bé antigament els havien acompanyat un flabiolaire i un timbaler. Han fet actuacions, no només a trobades, sinó en actes com a elements singulars, i no només a Barcelona, sinó per tots els Països Catalans, Occitània, França o el Japó.
El 1996 se'n va fer una còpia a escala (més grans, ja que els originals són força petits per les mides habituals dels gegants) i des d'aleshores els gegants vells estan exposats a la Casa dels Entremesos i només surten per les festes de sant Roc, a la Plaça Nova, i en molt poques ocasions més.